# Freundeskreis
Freundeskreis, kurz FK, war eine deutschsprachige Hip-Hop-Band.

## Geschichte

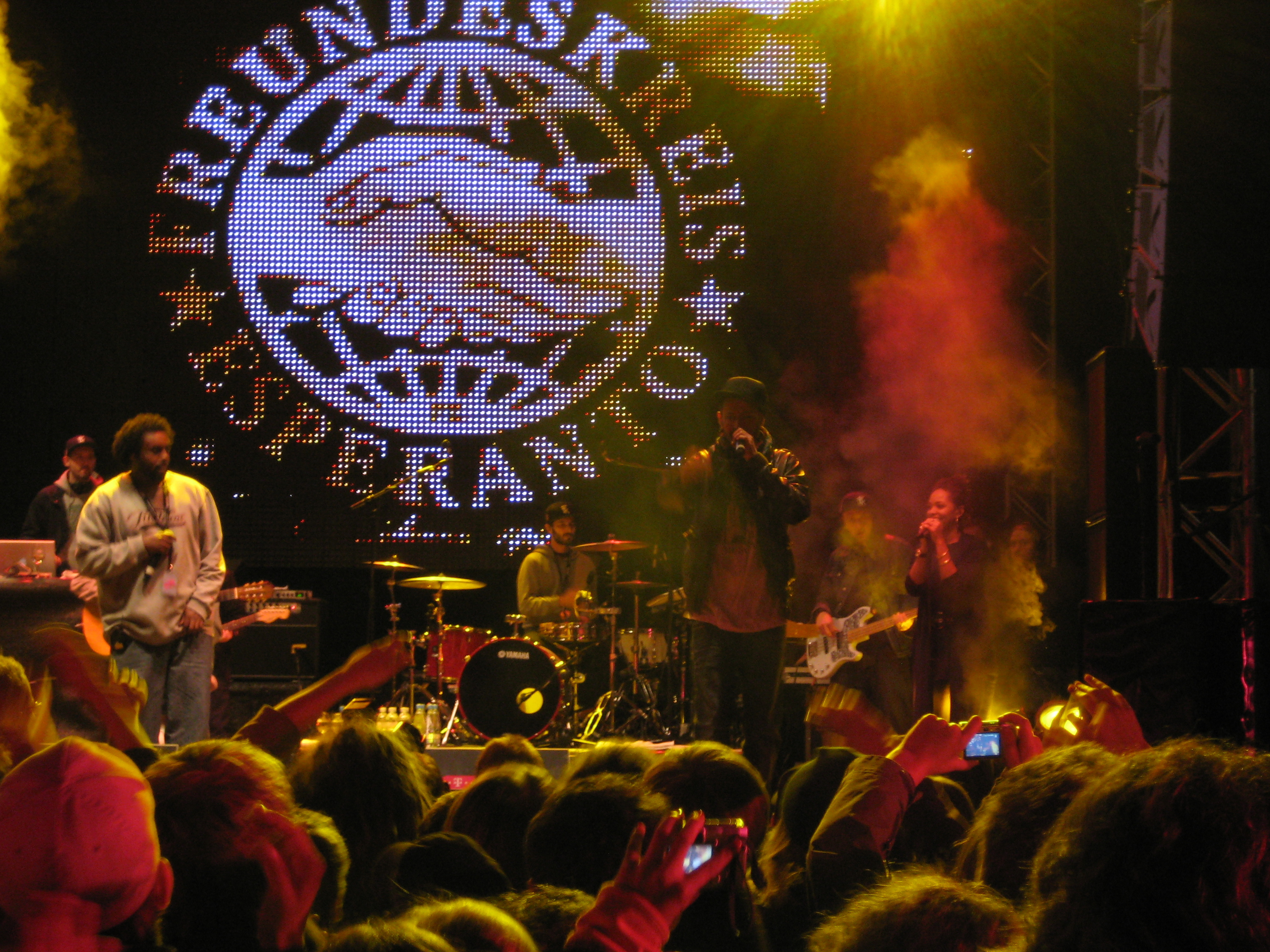
Die FK Allstars beim Abschiedsspiel mit Freunden in Stuttgart am 19. September 2007

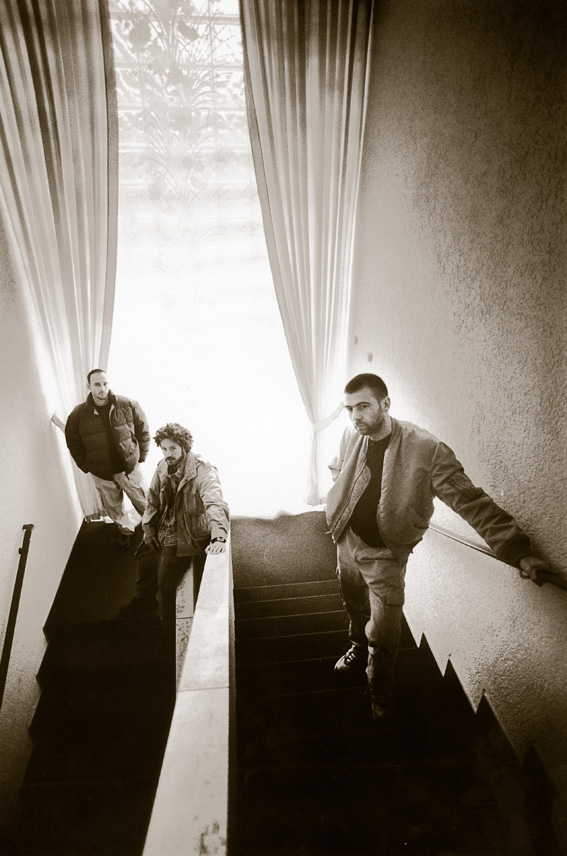
Freundeskreis (1998)

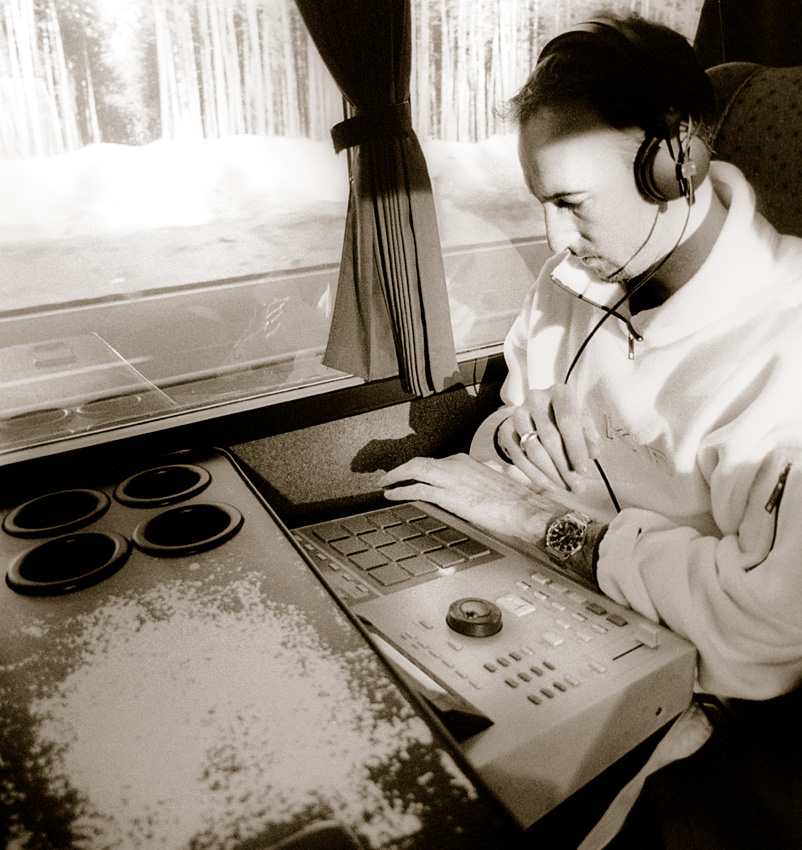
Freundeskreis-Produzent DJ Friction

Die aus Stuttgart stammende Band sieht sich selbst als Vertreterin des Conscious Rap. Der Freundeskreis ist für seine politischen Texte, in denen er sich für Gleichberechtigung und internationale Verständigung einsetzt, bekannt. Nach dem vielbeachteten Debütalbum Quadratur des Kreises und der daraus ausgekoppelten Hitsingle A-N-N-A erschien 1999 das Album mit der gleichnamigen Single Esperanto, benannt nach der Plansprache Esperanto. Als Grund für den Namen des Albums wurde angegeben, dass Hip-Hop das Esperanto der Jugend sein sollte. Der Untertitel „Amikaro“ bedeutet „Freundeskreis“ auf Esperanto. Der Introtext des Albums, gesprochen von Jean Codjo aus Benin, ist ebenfalls auf Esperanto. Max Herre ist außerdem einer der Gründer der Kolchose, einem musikalisch-politischen Bündnis.
Weitere Titel wie Mit dir mit Joy Denalane oder Tabula Rasa Pt. 2 brachten auch weiterhin beachtliche Erfolge und die Gruppe in die deutschen Charts.
Freundeskreis coverte auch das Lied Halt dich an deiner Liebe fest (auf Lee Perrys Police and Thieves Riddim) von Rio Reiser bzw. Ton Steine Scherben für den Soundtrack des Films 23 – Nichts ist so wie es scheint.
FK Allstars ist ein Zusammenschluss verschiedener Hip-Hop- und Reggae-Künstler wie Afrob, Brooke Russell, Sékou, Joy Denalane,  Wasi und Gentleman.
Obwohl die Band der FK Allstars ihre Wurzeln im Hip-Hop hat, mischen sich verschiedene Musikstile wie Reggae, Jazz, Soul oder Funk in die musikalische Gestaltung. Die Band wurde häufig als eine der besten Hip-Hop-Live-Acts Deutschlands bezeichnet, auch da sie auf die im Hip-Hop übliche Methode „Ein Mikrofon und zwei Plattendecks“ verzichtete und, wie auch Die Fantastischen Vier, auf Konzerten mit Livemusikern auftrat. Diesem Vorbild folgten viele weitere Hip-Hop-Acts.
Seit 2000 trat die Gruppe nicht mehr öffentlich in Erscheinung, da sich die Mitglieder auf ihre Solokarrieren konzentrierten. Bei weitem am öffentlich aktivsten war Max Herre, dessen erstes Album Max Herre 2004 erschien. Zusätzlich produzierte er die Alben seiner Ehefrau Joy Denalane und arbeitete bei Four Music.
Im Juli 2007 erschien ein Best-Of-Album/DVD inkl. zweier unveröffentlichter Titel. Zum zehnjährigen Jubiläum im Jahr 2007 traten Freundeskreis (FK 10) auf verschiedenen Festivals im deutschsprachigen Raum auf. Am 19. September 2007 gaben Freundeskreis ihr Abschiedskonzert im Stuttgarter Gazi-Stadion auf der Waldau.
Im Juni 2017 trat die Band wieder auf.

## Diskografie

### Studioalben
| Jahr | Titel                 | Höchstplatzierung, Gesamtwochen, AuszeichnungChartplatzierungen (Jahr, Titel, Platzierungen, Wochen, Auszeichnungen, Anmerkungen) | Höchstplatzierung, Gesamtwochen, AuszeichnungChartplatzierungen (Jahr, Titel, Platzierungen, Wochen, Auszeichnungen, Anmerkungen) | Höchstplatzierung, Gesamtwochen, AuszeichnungChartplatzierungen (Jahr, Titel, Platzierungen, Wochen, Auszeichnungen, Anmerkungen) | Anmerkungen                                                |
| Jahr | Titel                 | DE | AT | CH | Anmerkungen                                                |
| ---- | --------------------- | --- | --- | --- | ---------------------------------------------------------- |
| 1997 | Quadratur des Kreises | DE12 Gold · (32 Wo.)DE | AT38 (5 Wo.)AT | CH34 (8 Wo.)CH | Erstveröffentlichung: 21. Februar 1997 Verkäufe: + 250.000 |
| 1999 | Esperanto             | DE3 Gold · (32 Wo.)DE | AT15 (24 Wo.)AT | CH9 (17 Wo.)CH | Erstveröffentlichung: 20. April 1999 Verkäufe: + 250.000   |

### Livealben
| Jahr | Titel      | Höchstplatzierung, Gesamtwochen, AuszeichnungChartplatzierungen (Jahr, Titel, Platzierungen, Wochen, Auszeichnungen, Anmerkungen) | Höchstplatzierung, Gesamtwochen, AuszeichnungChartplatzierungen (Jahr, Titel, Platzierungen, Wochen, Auszeichnungen, Anmerkungen) | Höchstplatzierung, Gesamtwochen, AuszeichnungChartplatzierungen (Jahr, Titel, Platzierungen, Wochen, Auszeichnungen, Anmerkungen) | Anmerkungen                                |
| Jahr | Titel      | DE | AT | CH | Anmerkungen                                |
| ---- | ---------- | --- | --- | --- | ------------------------------------------ |
| 2000 | En Directo | DE33 (12 Wo.)DE | AT37 (5 Wo.)AT | CH40 (7 Wo.)CH | Erstveröffentlichung: 2000 als FK Allstars |

### Kompilationen
| Jahr | Titel | Höchstplatzierung, Gesamtwochen, AuszeichnungChartplatzierungen (Jahr, Titel, Platzierungen, Wochen, Auszeichnungen, Anmerkungen) | Höchstplatzierung, Gesamtwochen, AuszeichnungChartplatzierungen (Jahr, Titel, Platzierungen, Wochen, Auszeichnungen, Anmerkungen) | Höchstplatzierung, Gesamtwochen, AuszeichnungChartplatzierungen (Jahr, Titel, Platzierungen, Wochen, Auszeichnungen, Anmerkungen) | Anmerkungen                        |
| Jahr | Titel | DE | AT | CH | Anmerkungen                        |
| ---- | ----- | --- | --- | --- | ---------------------------------- |
| 2007 | FK 10 | DE15 (7 Wo.)DE | AT48 (7 Wo.)AT | CH21 (6 Wo.)CH | Erstveröffentlichung: 6. Juli 2007 |

### Singles
| Jahr | Titel Album                                                                   | Höchstplatzierung, Gesamtwochen, AuszeichnungChartplatzierungen (Jahr, Titel, Album, Platzierungen, Wochen, Auszeichnungen, Anmerkungen) | Höchstplatzierung, Gesamtwochen, AuszeichnungChartplatzierungen (Jahr, Titel, Album, Platzierungen, Wochen, Auszeichnungen, Anmerkungen) | Höchstplatzierung, Gesamtwochen, AuszeichnungChartplatzierungen (Jahr, Titel, Album, Platzierungen, Wochen, Auszeichnungen, Anmerkungen) | Anmerkungen                                                                                  |
| Jahr | Titel Album                                                                   | DE | AT | CH | Anmerkungen                                                                                  |
| ---- | ----------------------------------------------------------------------------- | --- | --- | --- | -------------------------------------------------------------------------------------------- |
| 1997 | Leg dein Ohr auf die Schiene der Geschichte Quadratur des Kreises             | — | — | — | Erstveröffentlichung: 1. Februar 1997                                                        |
| 1997 | A-N-N-A Quadratur des Kreises                                                 | DE6 Gold · (19 Wo.)DE | AT27 (6 Wo.)AT | CH16 (15 Wo.)CH | Erstveröffentlichung: 30. Juni 1997 Verkäufe: + 250.000                                      |
| 1997 | Wenn der Vorhang fällt Quadratur des Kreises                                  | DE77 (3 Wo.)DE | — | — | Erstveröffentlichung: 27. Oktober 1997 mit Wasi                                              |
| 1998 | Tabula Rasa Bipolar Opposites                                                 | DE13 (16 Wo.)DE | AT18 (9 Wo.)AT | CH6 (18 Wo.)CH | Erstveröffentlichung: 16. März 1998 Mellowbag feat. Freundeskreis & Gentleman                |
| 1998 | Halt Dich an deiner Liebe fest 23 – Nichts ist so wie es scheint (Soundtrack) | DE30 (11 Wo.)DE | — | CH49 (1 Wo.)CH | Erstveröffentlichung: 7. September 1998                                                      |
| 1999 | Esperanto                                                                     | DE46 (8 Wo.)DE | — | CH22 (8 Wo.)CH | Erstveröffentlichung: 29. März 1999                                                          |
| 1999 | Mit Dir Esperanto                                                             | DE9 (19 Wo.)DE | AT30 (6 Wo.)AT | CH12 (13 Wo.)CH | Erstveröffentlichung: 5. Juli 1999 mit Joy Denalane                                          |
| 1999 | You Can’t Run Away Zeitmaschine                                               | DE74 (3 Wo.)DE | — | — | Erstveröffentlichung: 12. Juli 1999 Udo Lindenberg feat. Freundeskreis & Gentleman           |
| 2000 | Tabula Rasa Pt. II Esperanto                                                  | DE30 (9 Wo.)DE | — | CH24 (13 Wo.)CH | Erstveröffentlichung: 4. Februar 2000 feat. Joy Denalane, Gentleman, Sékou, Andres & Tommy W |
| 2000 | A Livelong Thing... (Live) En Directo                                         | — | — | — | Erstveröffentlichung: 2000 mit FK Allstars                                                   |
| 2007 | FK 10                                                                         | — | — | — | Erstveröffentlichung: 2007                                                                   |